# Cobalt(II) iodat
Cobalt(II) iodat là hợp chất hóa học vô cơ có công thức Co(IO3)2. Chỉ có cobalt iodat hóa trị hai được biết đến.

## Điều chế
Hydrat thu được từ dung dịch acid iodic và cobalt(II) carbonat. Đối với dạng khan, đun nóng hydrat ở 165–200 ℃ trong một thời gian dài, hoặc đun nóng cobalt(II) nitrat và kali iodat đến 120 ℃ trong trạng thái kín trong 2–3 giờ, hoặc sử dụng cobalt(II) nitrat và kali iodide; nó thu được bằng cách làm đặc hỗn hợp acid acetic và acid nitric ở 80–90 °C (176–194 °F; 353–363 K).

## Tính chất
Cobalt(II) iodat hòa tan trong acid phosphoric loãng và acid sulfuric.
Độ hòa tan trong nước thấp, và tích số tan như sau:
{\displaystyle {\ce {Co(IO3)2\ \leftrightarrows \ Co^{2+}(aq)+2IO3^{-}(aq)}}}, {\displaystyle Ksp=1,2\times 10^{-2}}
acid sulfuric và acid phosphoric ở dạng loãng khi đun nóng sẽ tan nhiều Co(IO3)2 hơn. Hợp chất phân hủy khi được làm nóng đến khoảng 200 °C (392 °F; 473 K) giải phóng oxy và iod.

## Hợp chất khác
Cobalt(II) iodat còn tạo một số hợp chất với NH3, có dạng Co(IO3)2(NH3)x. Nó có màu đỏ nâu. Điamin (x = 2) có màu tím nhạt, d25 ℃ = 3,37 g/cm³.